# Aimé-Gustave Blaise
Aimé-Gustave Blaise, nacido en 1877 en Anzin y fallecido en 1961, fue un escultor francés. Trabajó en Lille.

## Datos biográficos
Nacido en Nord Pas-de-Calais en 1877.

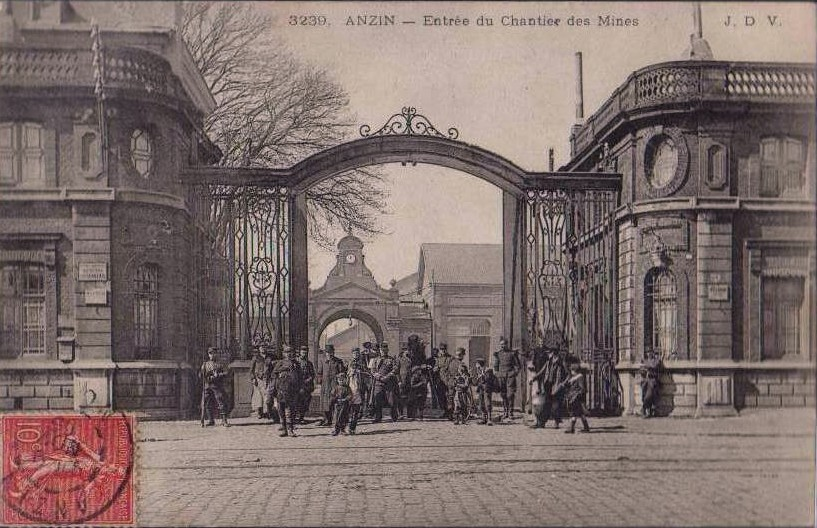
Entrada de la mina de Anzin

Viene de una familia modesta. Su padre, Bruno Toussaint, era minero. En el registro civil, su madre, Aglaé Brand, no pudo firmar el matrimonio porque era analfabeta. Al igual que sus compañeros ganadores de premios Constant Moyaux, Corneille Theunissen, y Lucien Jonas, Aimé  asistió a la escuela primaria en la calle de la iglesia, época en la que su padre obtuvo el puesto de superintendente del matadero Anzin en el momento de su apertura el 1 de enero de 1884. Una anécdota señala su talento para la música, fue interpelado por Georges Etcheberry, jefe de todos los coros de Valenciennes, cuando tocaba la flauta. El joven Blaise guardó la flauta en el bolsillo y se fue a casa murmurando: « Qu'est qui m'... ch'ti là ! » . Muy pronto, dejó la escuela y trabajó como montador en las minas de Anzin, aprovechando la indulgencia de sus compañeros de trabajo realizaba bustos de tierra a escondidas, probablemente tratando de imitar la gloria local de ese tiempo, Corneille Theunissen.
Su jefe, impresionado por el talento del muchacho, advierte a su padre que le matriculó en la Academia de Valenciennes en la clase de Maugendre Villers. Con talento y muy trabajador, ganó muchos premios y tuvo que abandonar la escuela de Bellas Artes de París en 1895 para perfeccionarse en los talleres de Barrias y posteriormente de Coutant. Obtiene una beca de escultura en 1904 y ganó el Gran Premio de talla con la obra titulada San Juan Bautista Predicando en el desierto.

### Profesor de escultura en Lille

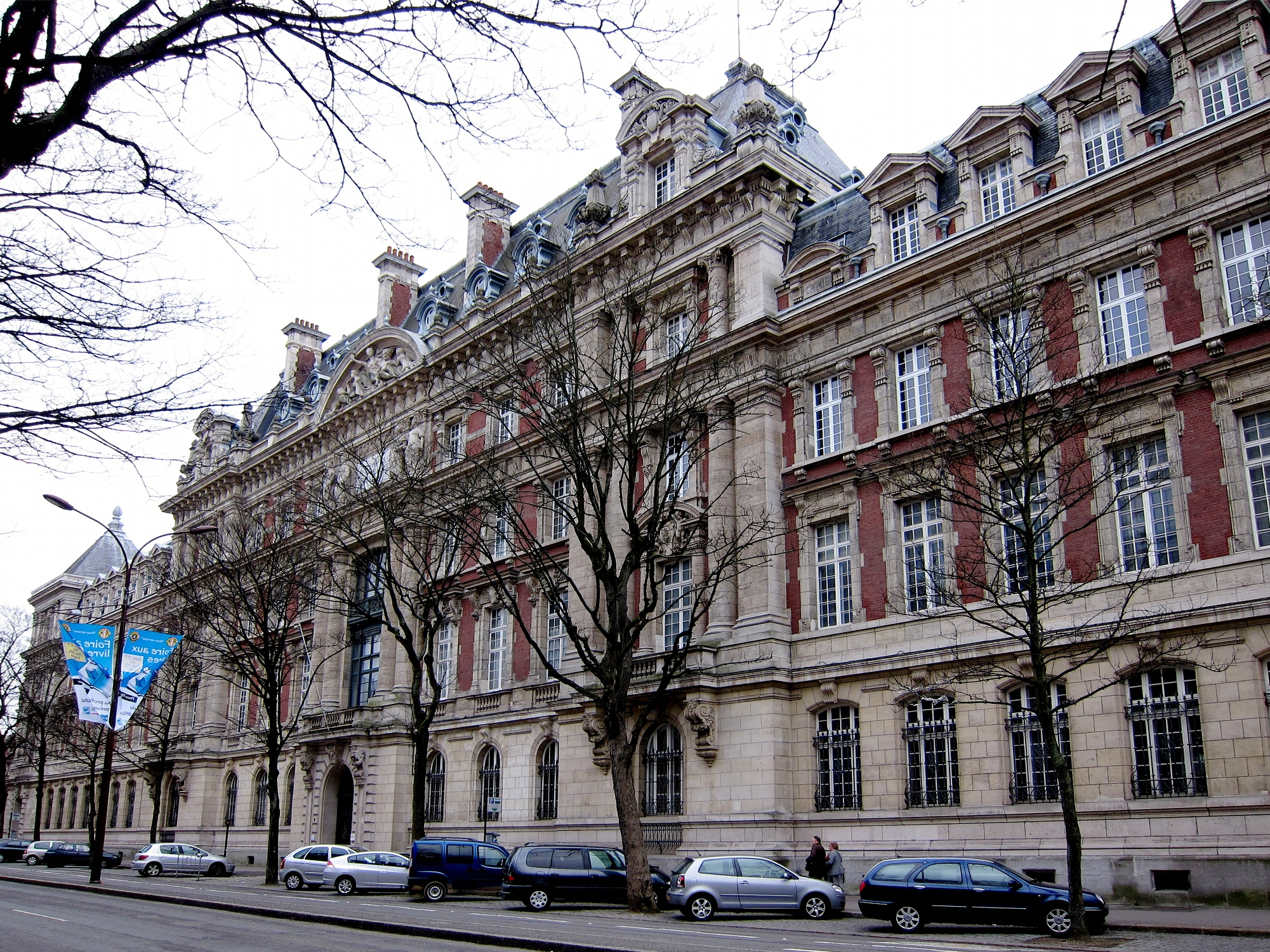
Fachada del edificio de la Escuela Nacional de Bellas Artes en Lille

En 1906, el Concejo Municipal le entregó 300 francos para costear su estancia en París. Ganador del Premio de Roma de escultura en 1906, con la escultura en bulto redondo titulada La muerte de Narciso. El 31 de julio fue recibido triunfalmente en el Ayuntamiento, antes de partir hacia la Villa Médici de Roma, con su esposa Jeanne Sabourin. 
Antes de la Primera Guerra Mundial, Blaise permaneció en la Villa Médici de 1907 a 1910, todo ese tiempo bajo la dirección del pintor Carolus-Duran.
En 1922 descubrió su vocación por convertirse en un profesor de escultura en la Ecole des Beaux-Arts de Lille. Con su inteligencia y su dedicación pedagógica, formó a una excelente generación de estudiantes y ganadores del Premio de Roma. También dedicó su tiempo a modelar medallones de personalidades locales. Él mismo esculpió un autorretrato para su tumba en el cementerio Anzin. Murió en Lille, el 28 de abril de 1961. Su timidez le hizo huir de los honores y el público. Una pequeña calle en Anzin - tranquila como él - lleva su nombre: es una prolongación de la calle de los canadienses.

## Obras
Entre las mejores y más conocidas obras de Aimé-Gustave Blaise se incluyen las siguientes:
- La muerte de Narciso (del francés: La mort de Narcisse), bulto redondo en yeso.[3]
- Conciencia (en francés: Conscience ) ,1907, altorrelieve en escayola, representa la figura de Cain corriendo mientras es perseguido por la conciencia. En el Palais des Beaux-Arts de Lille
- el último beso , también de escayola, que muestra a la virgen despidiéndose de su hijo crucificado. En el Palais des Beaux-Arts de Lille,  (enlace roto disponible en Internet Archive; véase el historial, la primera versión y la última).,  (enlace roto disponible en Internet Archive; véase el historial, la primera versión y la última).,  y

Además de su propio busto visible en el cementerio de Anzin, un busto realizado de Jonás  por Aime es visible junto a la iglesia de Sainte-Barbe. El museo de Anzin cuenta con varias obras del artista entre ellas la maqueta a escala de La muerte de Narciso , y un busto de Gustave Thiétard.